# Municipio de Salt Creek (condado de Wayne)
El municipio de Salt Creek (en inglés: Salt Creek Township) es un municipio ubicado en el condado de Wayne en el estado estadounidense de Ohio. En el año 2010 tenía una población de 4309 habitantes y una densidad poblacional de 69,83 personas por km².

## Geografía
El municipio de Salt Creek se encuentra ubicado en las coordenadas 40°42′7″N 81°49′15″O / 40.70194, -81.82083. Según la Oficina del Censo de los Estados Unidos, el municipio tiene una superficie total de 61.71 km², de la cual 61,62 km² corresponden a tierra firme y (0,15 %) 0,09 km² es agua.

## Demografía
Según el censo de 2010, había 4309 personas residiendo en el municipio de Salt Creek. La densidad de población era de 69,83 hab./km². De los 4309 habitantes, el municipio de Salt Creek estaba compuesto por el 99,21 % blancos, el 0,05 % eran afroamericanos, el 0,02 % eran amerindios, el 0,12 % eran asiáticos, el 0,05 % eran isleños del Pacífico y el 0,56 % eran de una mezcla de razas. Del total de la población el 0,86 % eran hispanos o latinos de cualquier raza.